# Jan Daniel Bláha
Jan Daniel Bláha (* 13. března 1981 Havlíčkův Brod) je český kulturní geograf, antropolog a kartograf realizující vlastní výzkumy v mimoevropských lokalitách, zejména na Papui Nové Guineji.

## Život
Dětství prožil v Chotěboři na Vysočině. Vystudoval Přírodovědeckou fakultu Univerzity Karlovy, obor geografie a kartografie (1999–2005). Na téže univerzitě absolvoval studium kulturologie se zaměřením na kulturní antropologii při Filozofické fakultě (2006–2012). V současnosti působí na katedře geografie na Přírodovědecké fakultě Univerzity Jana Evangelisty Purkyně v Ústí nad Labem. V letech 2018–2022 působil na téže fakultě jako jako proděkan pro vnější a zahraniční vztahy. Kromě toho působí jako výzkumný pracovník na Institutu komunikačních studií a žurnalistiky na Fakultě sociálních věd Univerzity Karlovy  a na katedře geomatiky na Fakultě stavební Českého vysokého učení technického v Praze. V minulosti působil také jako výzkumný pracovník na katedře asijských studií Filozofické fakulty Univerzity Palackého v Olomouci. Dlouhodobě spolupracuje s českým kulturním antropologem Martinem Soukupem.

## Odborná a vědecká činnost
Předmětem jeho vědecko-výzkumného zájmu jsou socio-kulturní aspekty mapové tvorby, vizuální komunikace, analýza kartografických děl včetně jejich uživatelského hodnocení a vizuální informace v didaktice geografie. Obecně poukazuje na humanitní rozměr oboru kartografie. Svou pozornost věnuje také komplexnímu výzkumu tzv. mentálních map u různých skupin jedinců a výzkumu didaktických pomůcek pro výuku kartografie na základních školách. V minulosti se věnoval i estetickým hodnotám map a kreativitě kartografické tvorby.
Od roku 2015 provádí výzkumy na Papui Nové Guineji, kde se mimo jiné věnuje studiu prostorového chování lidí. Je autorem řady odborných studií, které vyšly v Česku i v zahraničí. Publikoval knihu Vybrané okruhy z geografické kartografie (2017) a je spoluautorem knihy Conditions of Fieldwork (2016) o podmínkách terénního výzkumu v mimoevropských lokalitách (vydáno Národním muzeem v Praze). Podílel se na přípravě novodobého českého Školního atlasu světa (2004) a na realizaci řady map do odborných publikací (mj. v nakladatelství Karolinum a Pavel Mervart). V roce 2019 společně s geografy Jiřím Andělem a Ivanem Bičíkem publikoval v nakladatelství Karolinum knihu Makroregiony světa. Nová regionální geografie. Podílel se také na vzniku kolektivního díla Český historický atlas. Kapitoly z dějin 20. století (2019, spolu s Evou Semotanovou, Jiřím Cajthamlem, Zlaticí Zudovou-Leškovou, Jitkou Močičkovou a Pavlem Seemannem) a prvního českého atlasu určeného především pro žáky 2. stupně základních škol, tzv. Žákovského atlasu (2019), které byly oceněny Českou kartografickou společností.
V roce 2017 publikoval s geoinformatikem Martinem Dolejšem studii, v níž zaměřili, spočítali a prezentovali různé významné středy Česka, o čemž informoval celostátní tisk.

## Další činnost
Aktivně působil ve skautském hnutí jako vedoucí ve skautském oddíle a vedoucí střediska Junáka v Chotěboři. Z tohoto období pochází monografie o historii a současnosti tamního skautského hnutí Skauting v Chotěboři (2010). V současnosti působí na vzdělávacích akcích Junáka, konkrétně na kurzech Čtyři palice a Čtyři prameny.  